# Hang Thun Hak
Hang Thun Hak (en camboyano: ហង្ស ធុនហាក់; n. Stud Treng, 2 de agosto de 1926 - Nom Pen, 18 de abril de 1975) fue un político radical, académico y dramaturgo camboyano. Ejerció el cargo de Primer ministro de Camboya entre 1972 y 1973, durante el régimen de la República Jemer, y fue ejecutado tras la victoria de los Jemeres Rojos sobre dicho gobierno en una cruenta guerra civil, el 18 de abril de 1975.

## Biografía

### Primeros años y educación
Hang Thun Hak nació en Stud Treng, capital de la provincia de Stung Treng, en 1926. Estudió en París, donde se asoció con el centro de estudiantes radicales en Keng Vannsak, el cual incluía a varios de los futuros líderes camboyanos comunistas. Regresó a su país en 1951, y paso un tiempo con el combatiente de resistencia anticolonial Son Ngoc Thanh, operando desde los bosques en el área de Siem Reap: Hak regresó a la vida pública en 1953, poco antes de la independencia camboyana.

### Carrera política
Bajo el régimen Sangkum del príncipe Norodom Sihanouk, Hang Thun Hak enseñó en la Escuela de Teatro Nacional, donde su trabajo fue fundamental en el desarrollo del teatro camboyano moderno. Asumió como Director de la Universidad Real de Bellas artes después de su fundación en 1965. Muchas de sus obras, como Thma Raom y Kanya Chareya (ambas datadas a finales de los años cincuenta) criticaban la corrupción del gobierno, y contenía un fuerte elemento de sátira política; Tuvo estrechos vínculos con la Reina Madre, Sisowath Kossamak, quién le ayudó a proteger las actuaciones de sus obras.
El golpe de Estado camboyano de 1970, llevado a cabo por el General Lon Nol, puso fin al régimen de Sihanouk y el establecimiento de la República Jemer. Hak se planteó inicialmente como líder del partido Pracheachon, un partido socialista con qué anteriormente había estado involucrado, pero finalmente se unió al Partido Social Republicano, liderado por Lon Non, y asumió como Primer ministro del 17 de octubre de 1972, hasta el 17 de abril de 1973.
Durante ese periodo, sin embargo, la República se había envuelto en una guerra amarga contra el GRUNK, una coalición entre el Sihanouk y su antiguo rival comunista, los Jemeres rojos. A pesar de la política estadounidense, vigente en el momento, ignorando a Sihanouk en las negociaciones, Hak intentó establecer contactos con ellos con la posibilidad de obtener una solución; también tuvo algún contacto con los Jemeres rojos, a través de uno de sus dirigentes, Hou Yuon También aseguró que la reina Sisowath Kossamak, madre de Sihanouk, se mantenía protegida, acompañándola a Beijing en 1973. Hak se vio obligado a renunciar a us cargo más tarde en 1973.

### Colapso de la república y ejecución
Después de que Lon Nol huyera de la capital el 1 de abril de 1975, Hak fue elegido como miembro del Consejo de Gobierno qué buscaba lograr un acuerdo de cese al fuego con los Comunistas.
Hak quién instó en dejar Camboya después de que los Jemeres rojos ingresarán a Phnom Penh, se negó a hacerlo. Aun así, fue capaz de conseguir su esposa y sus dos hijos, huyeran del país y viajaran a los EE. UU. Sin embargo,  permaneció en su país y fue finalmente ejecutado el 18 de abril de 1975.